# Lósy-Schmidt Ede
Lósy-Schmidt Ede (Sepsiszentgyörgy, 1879. október 27. – Budapest, 1948. április 6.) műépítész, technikatörténész, tudományszervező, a Magyar Műszaki Múzeum alapítója.

## Életrajza

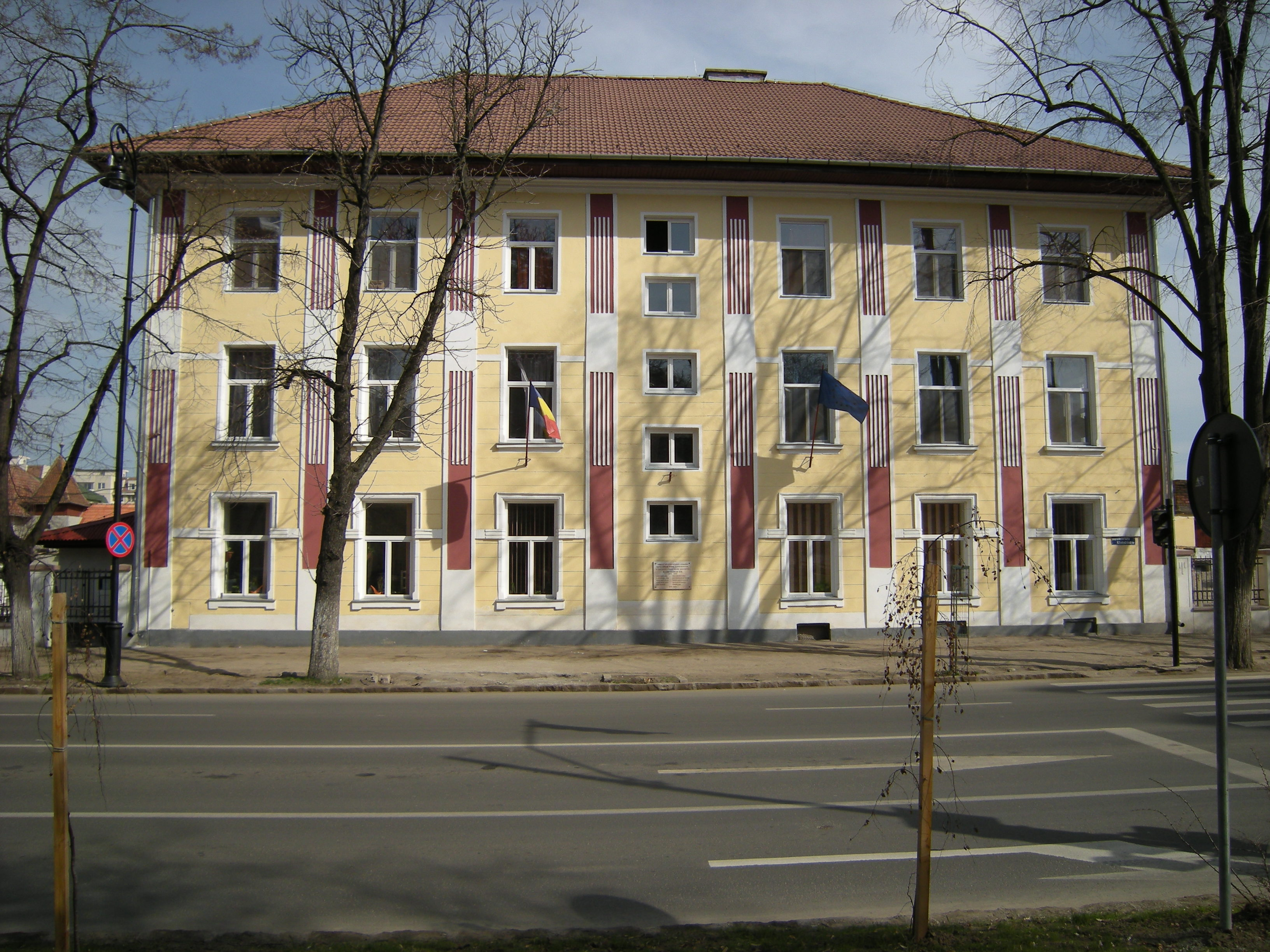
Lósy-Schmidt Ede szülőháza (ma a Constantin Brâncuși Szakközépiskola épülete)

Középiskolái tanulmányait a szülővárosában lévő Székely Mikó Kollégiumban végezte. Felsőfokú tanulmányait a budapesti Királyi József Műegyetem műépítészeti szakosztályán kezdte majd, 1898-tól Darmstadtban folytatta, ahol 1906-ban mérnöki oklevelet szerzett, majd hosszabb ideig tanársegédként működött. Ezután Boroszlóban, Katowicében és Krakkóban építkezéseket vezetett, majd 1908-tól a Magyar Államvasutak nagyszombati hídosztályának volt munkatársa.
1926-ban a Debreceni Egyetem bölcsészdoktori oklevelet szerzett, 1937-ben a Budapesti Tudományegyetemen magántanárrá habilitálták.
1918-tól 1939-ig a Magyar Mérnök- és Építész-Egylet könyvtárosa. Megszervezte az egylet technikatörténeti gyűjteménytárát. Ezen gyűjtemény képezte az anyagát az 1935-ben alakult első Országos Magyar Műszaki Múzeumnak, mely ekkor a MÁV-ba olvadt Déli Vasút Mészáros utcai épületében kapott helyet és Lósy-Schmidt igazgatásával működött, míg 1939-ben Kassára szállították és ott nyoma veszett.

## Munkássága
Kezdetben gazdasági-műszaki kérdésekkel, később technikatörténeti kutatásokkal foglalkozott. Alapvető jelentőségűek a magyar tudomány- és technikatörténeti munkái:
- Művelődéstörténeti vázlatok a magyar technika sok évszázados múltjából
- A technika és az ipar Árpádok korabeli ősmagyar szókincse
- A hortobágyi kőhíd építése Debrecen város mátai pusztáján. 1827 – 1833, (Debrecen, 1926)
- Feketeházy János, a szegedi Tisza-híd magyar tervezője (Szeged, 1933)
- A foszforos gyújtók: Rómer István és Irinyi János szerepe a gyújtók tökéletesítésében (Budapest, 1935)
- A műszaki muzeális ügy fejlődése hazánkban és a Magyar Műszaki Múzeum (Budapest, 1939)

Barát Bélával közösen szerkesztették meg 1928-ban az első magyar műszaki szótárat, a kétkötetes Technikai lexikont. Kiemelten foglalkozott a hazai találmányok eredetének tisztázásával, a műszaki irodalom és szaknyelv kérdéseivel.

## Emlékezete

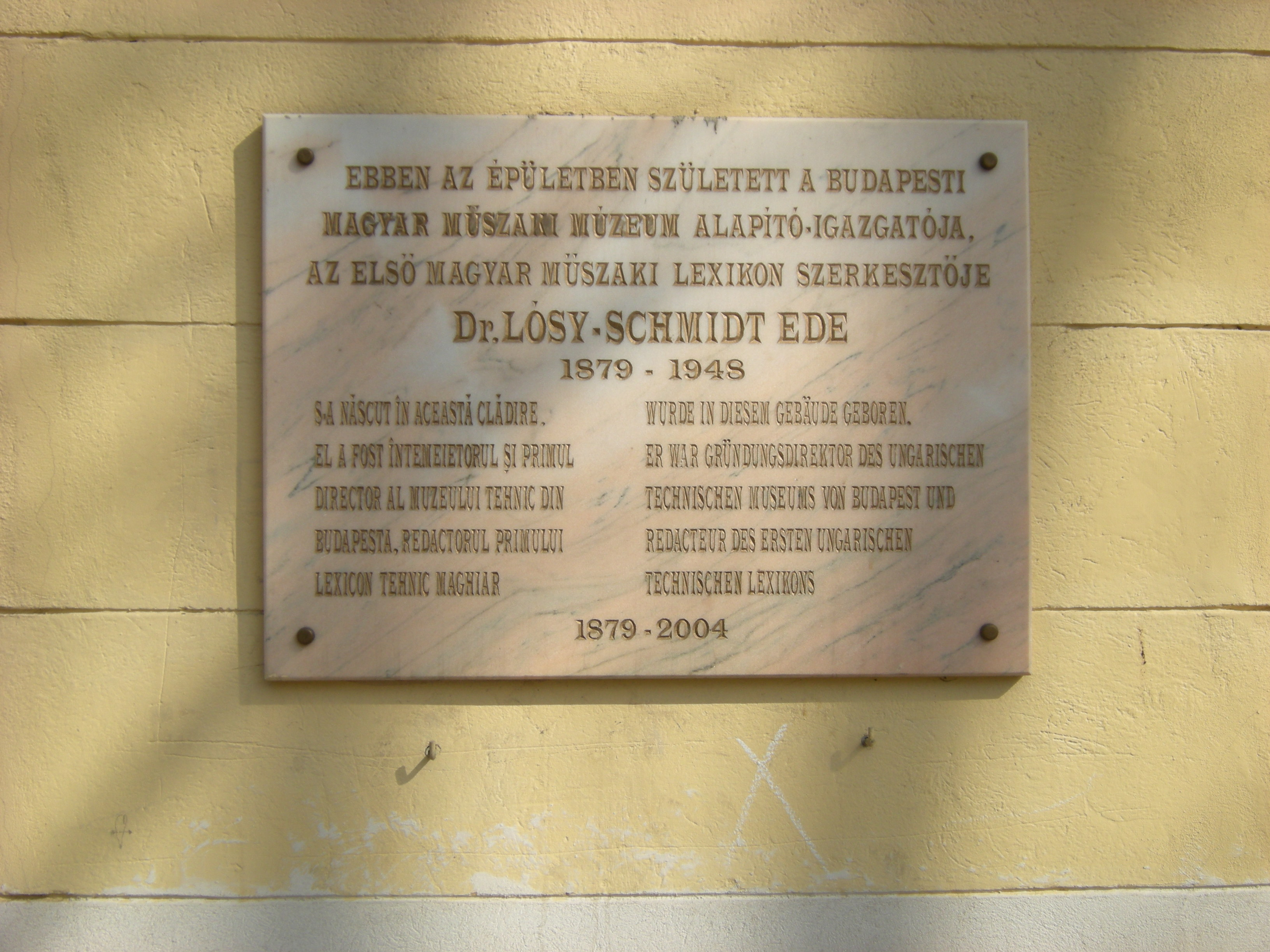
Lósy-Schmidt Ede emléktáblája a szülőházán

Sepsiszentgyörgyön szülőháza falán elhelyezett tábla őrzi emlékét.

## Külső hivatkozások
- Magyar Műszaki és Közlekedési Múzeum Mobileum és Tanulmánytár Archiválva 2010. január 7-i dátummal a Wayback Machine-ben